# 鈣結合蛋白
钙结合蛋白（英語：Calcium-binding proteins，CaBP）是一类在细胞钙信号转导中与Ca2+结合的蛋白质。
最普遍的Ca2+传感蛋白是在所有真核生物中都有发现的钙调素。
细胞内Ca2+在肌质网中的存储与释放与一种高效，低亲和性的钙离子结合蛋白肌钙集蛋白相关。
因其在信号转导中的作用，钙结合蛋白几乎在细胞功能的所有方面都有所贡献，从内环境稳定直到学习与记忆能力。
例如，神经元特异性的calexcitin能刺激神經元兴奋，并与控制神经元电位的蛋白质（如电压门控钾离子通道）相互作用。